# Blanco y negro (artes visuales)

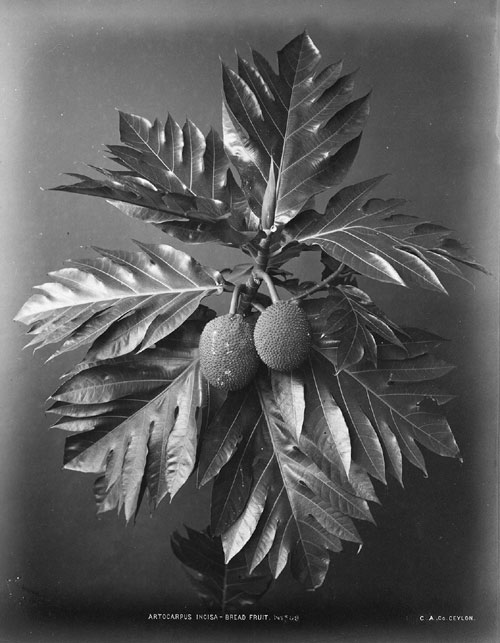
Una foto en blanco y negro de un árbol del pan, c. 1870

Se denomina blanco y negro a cualquiera de varios formatos monocromos en las artes visuales.

## Medios

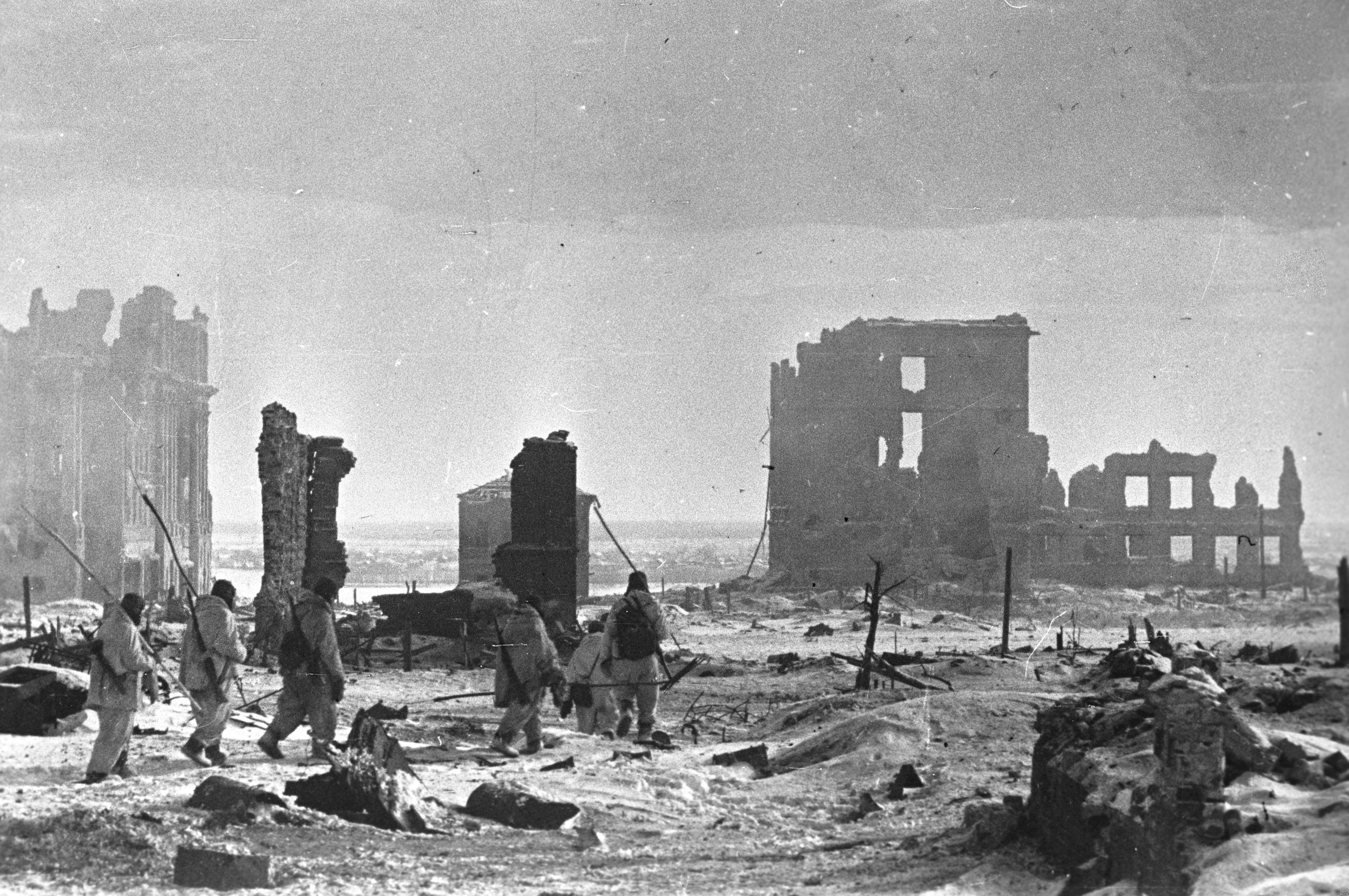
El centro de la ciudad después de la batalla.

Los medios en los que se utiliza el blanco y negro son:
- El cine: Aunque en las épocas tempranas del cine ya hubo intentos de colorear las películas, estas eran en su mayoría en blanco y negro hasta que empezaron a rodarse en color gradualmente entre los años 20 y 60 del siglo XX. En la actualidad el blanco y negro se usa a veces en las películas con intenciones artísticas para connotar nostalgia o un determinado ambiente o representar hechos del pasado o históricos.[1]
- La televisión: Los programas de televisión se transmitían inicialmente a blanco y negro. Los programas a color empezaron a hacerse comunes en los 60 en los Estados Unidos[2] y la mayoría de los países adoptaron las transmisiones en color entre los años 60 y los 80.
- La fotografía: las fotografías eran al principio en blanco y negro o sombras de sepia. Aunque la fotografía de color devino común a mitad del siglo XX, el blanco y negro se usa aún con propósitos artísticos, bien con película en blanco y negro o mediante conversión digital.[3]
- Las publicaciones impresas: El blanco y negro sigue siendo el formato predominante en los periódicos; las revistas y publicaciones ilustradas hacen un mayor uso del color en la actualidad. Constituyen una excepción los manga japoneses, publicados aún a menudo en blanco y negro.[4]
- La pintura: En la pintura y el dibujo, el blanco y negro sirve para resaltar los volúmenes.[5] Se usa tanto en arte figurativo como abstracto.

## Galería de imágenes

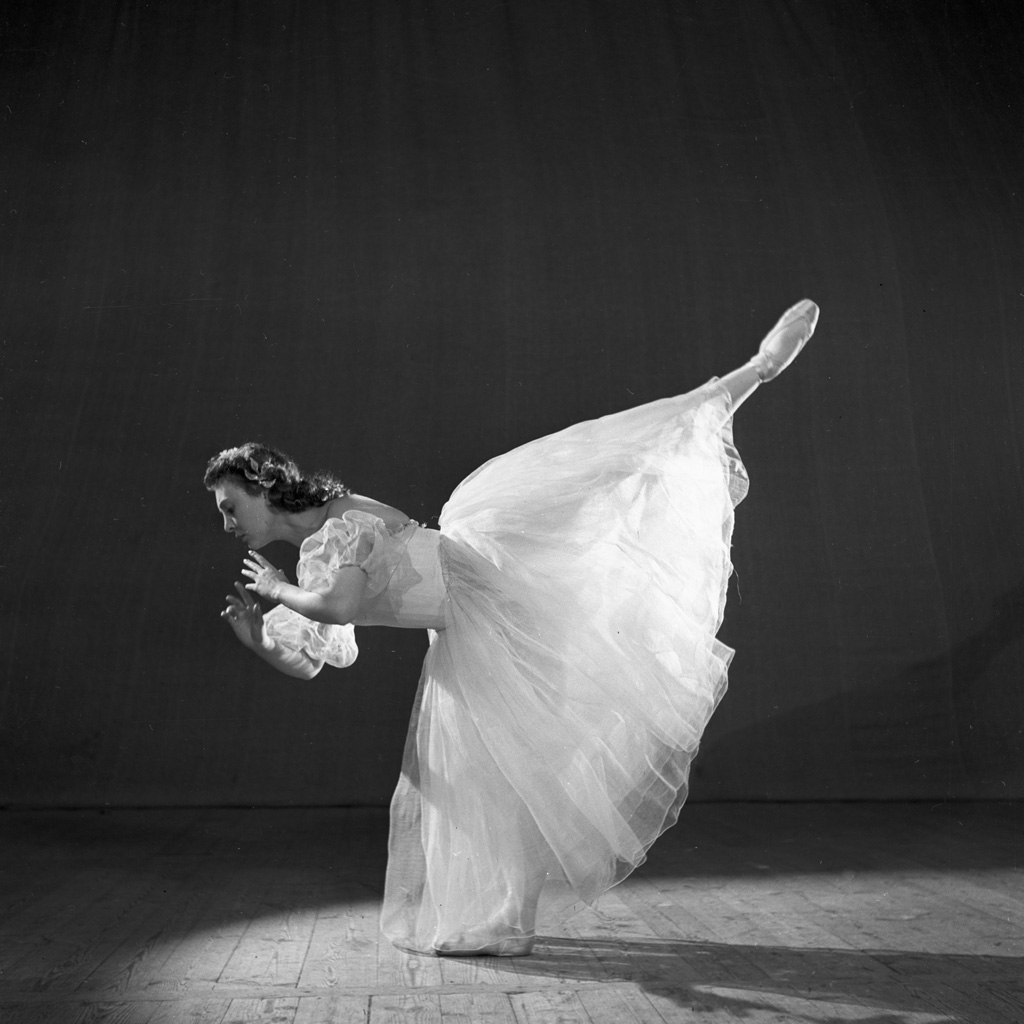
Raisa Struchkova en escena del ballet La Bella Durmiente
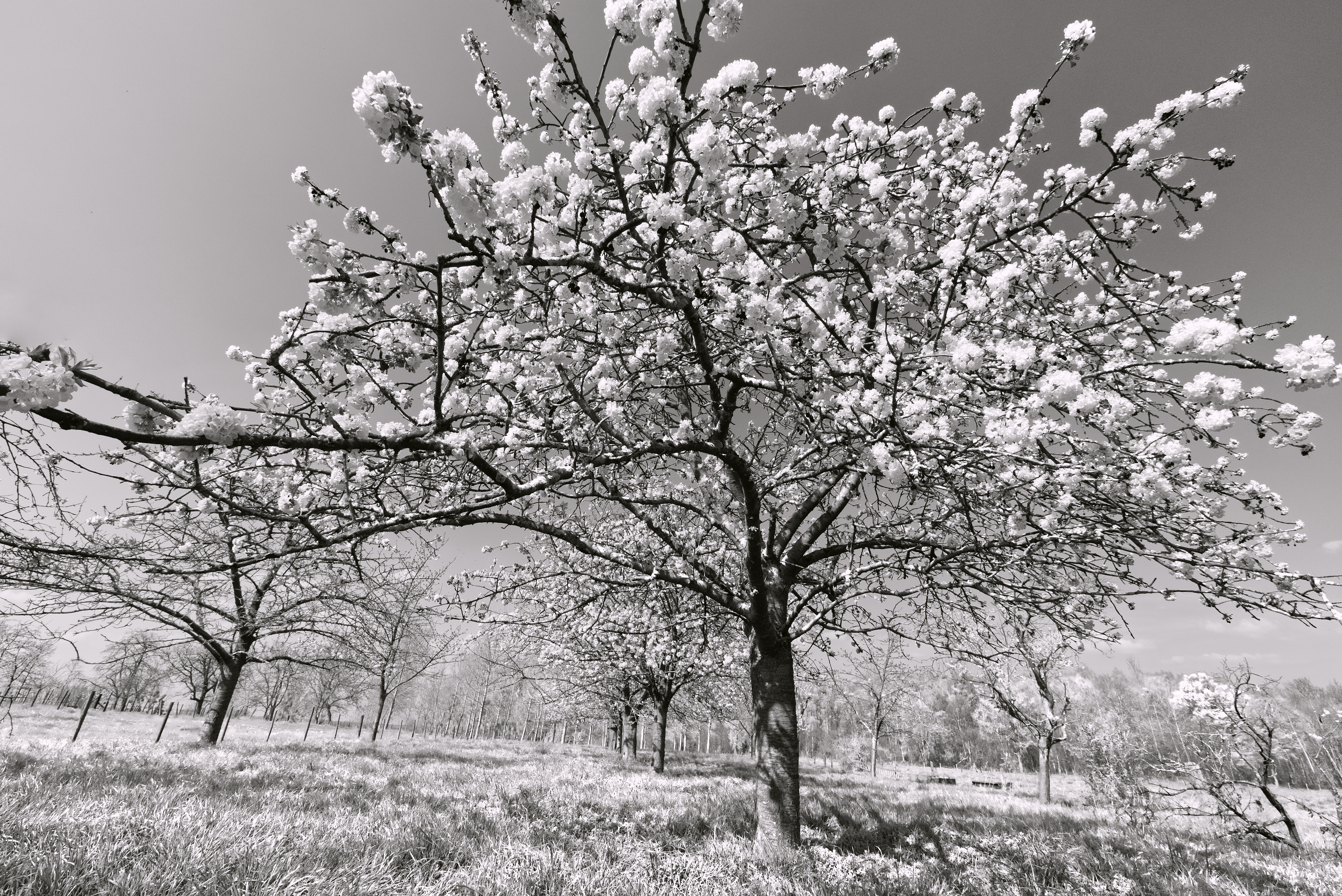
Huerto en primavera en Hesbania
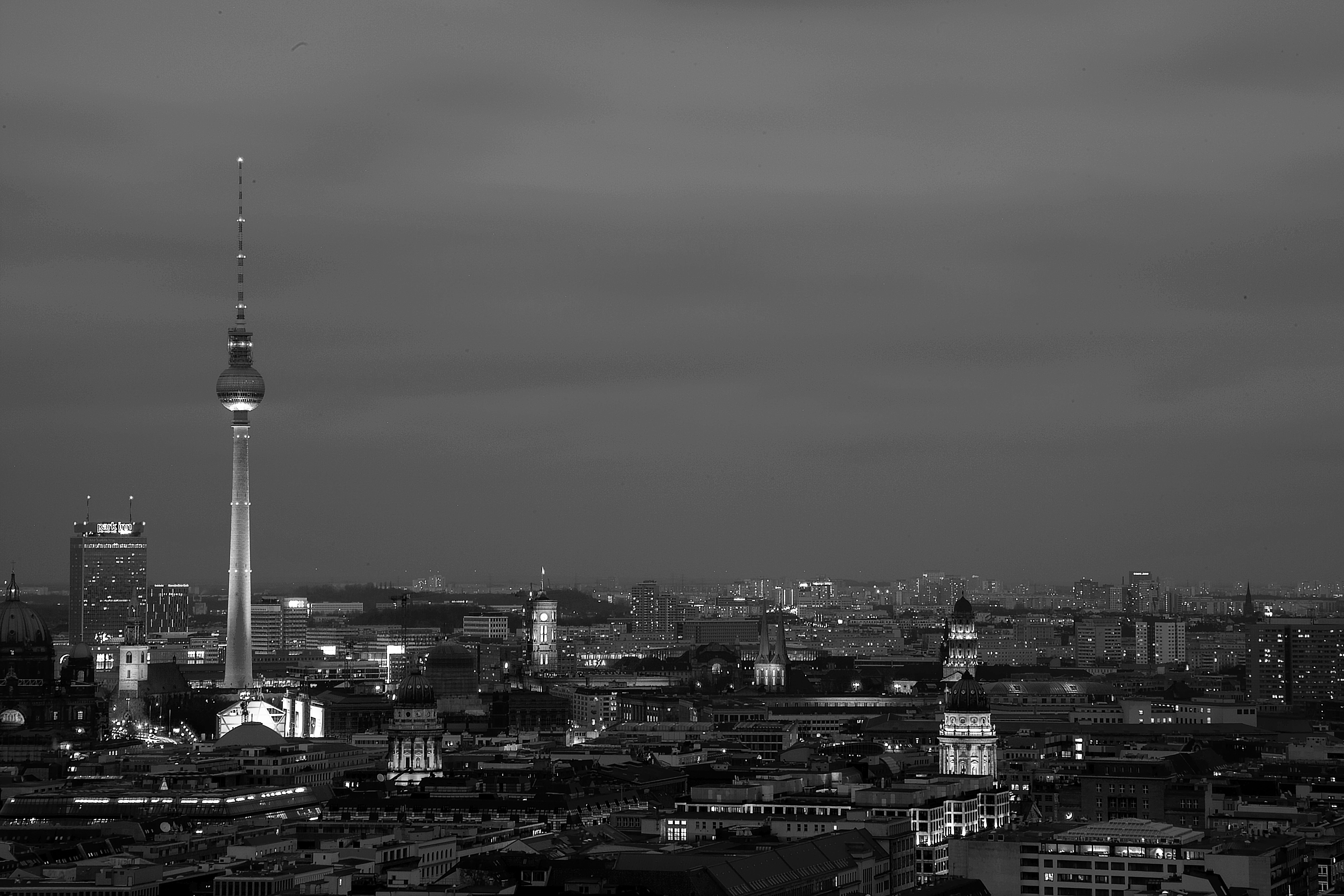
Vista de la ciudad de Berlín en 2017
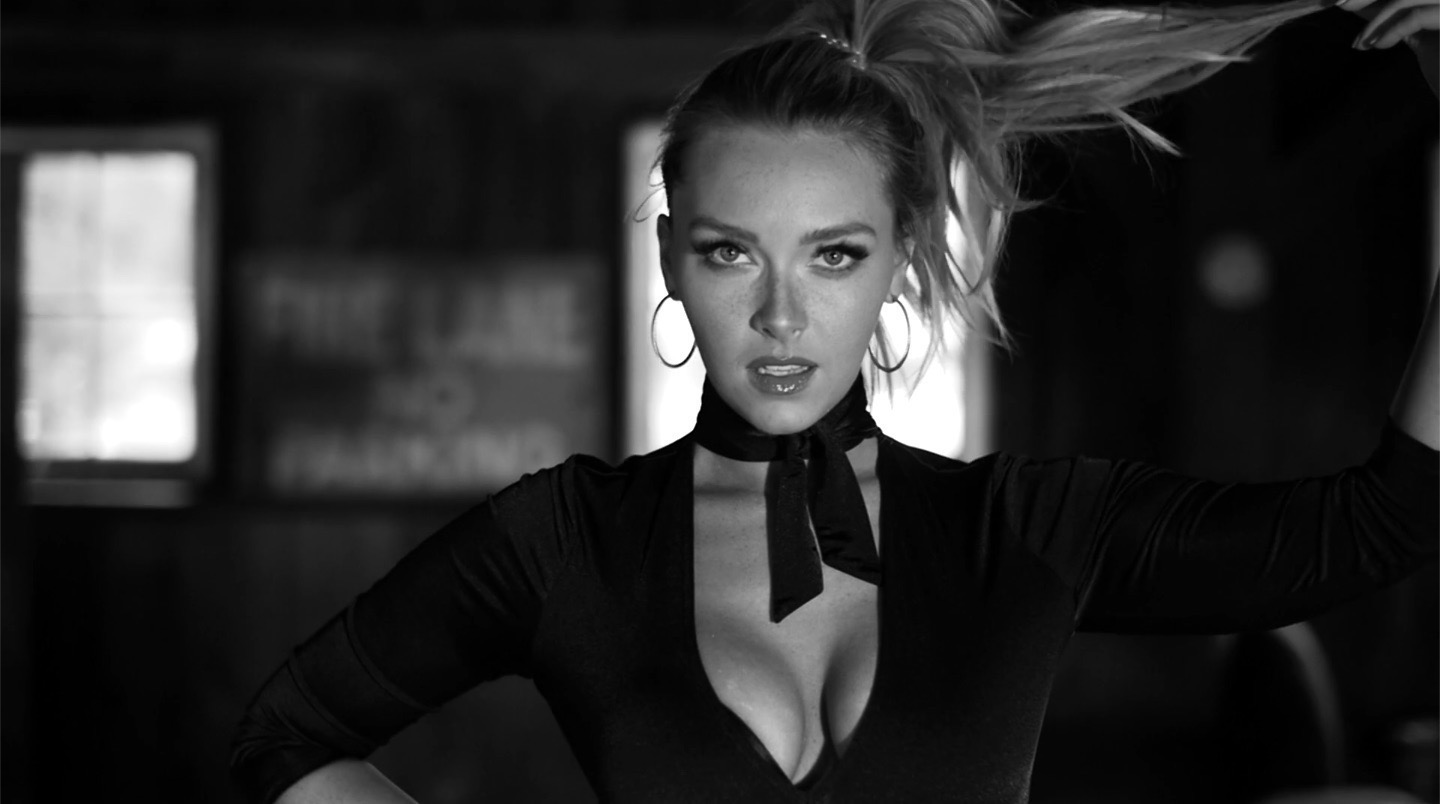
La modelo Camille Kostek en 2017
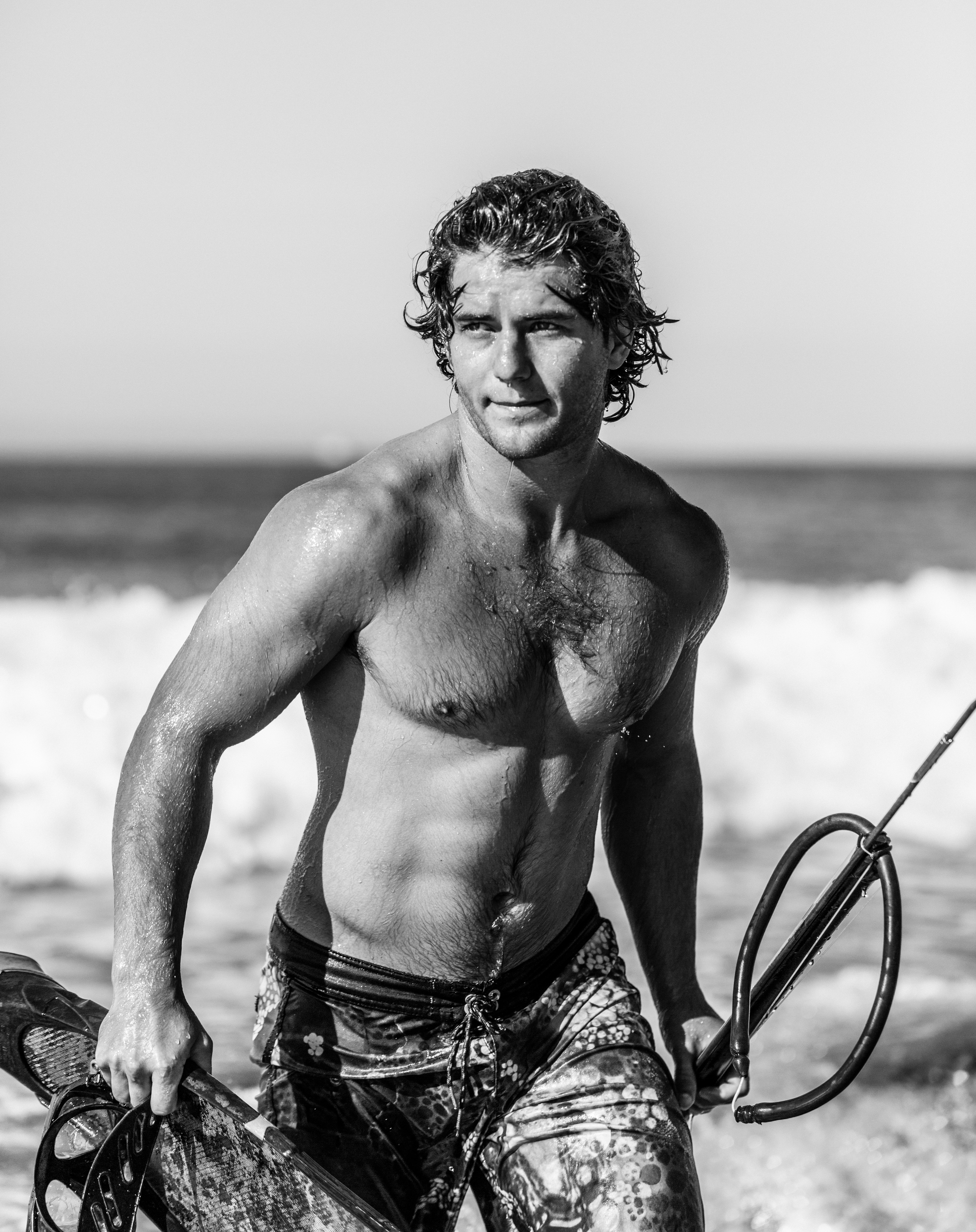
El deportista de kitesurf Jesse Richman en 2017